# パウル・オットー・ラドムスキー

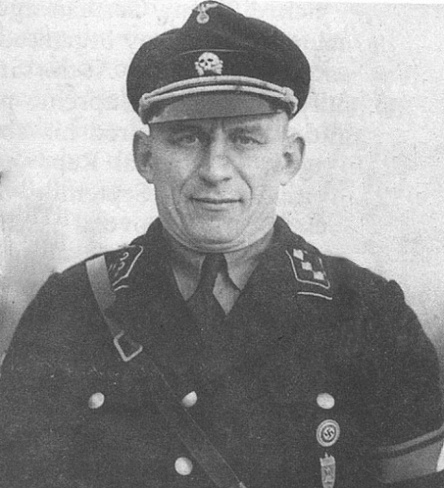
ラドムスキー親衛隊少尉

パウル・オットー・ラドムスキー（Paul Otto Radomski, 1902年9月21日 - 1945年3月14日）は、ドイツの軍人。親衛隊(SS)の将校として強制収容所所長などを務めた。

## 初期の経歴
ラドムスキーは国家社会主義ドイツ労働者党(NSDAP)の「古参闘士」(de:Alter Kämpfer)と呼ばれる古参党員の1人で、ハンブルクの連隊ではラインハルト・ハイドリヒとも早くから仕事を共にした。NSDAPの党員番号は96,942、SSの隊員番号は2,235であった。当時の人事上の記録には、「古臭い脅迫者」(alten Schläger)との評価が残されている
ハイドリヒはしばしば「金髪の野獣」などの異名で恐れられていたが、SS隊員の中ではラドムスキーこそ最も残虐な男であろうと噂されていたという。ラドムスキー個人に関する記録によれば、親衛隊少佐となったラドムスキーはキエフ付近に設置されたザクセンハウゼン強制収容所の付属収容所ジレッツ強制収容所に所長として赴任したが、軽微な規則違反であろうとも厳罰に処し、恐怖による支配を試みたという。多くの場合は独断で銃殺刑ないし鞭打ち刑を加え、この手法は次の任地であるハイダリ強制収容所でも変わらなかった。1943年11月6日に赤軍がキエフが占領し、収容所が破られるまでラドムスキーは所長として勤務を続けた。

## ハイダリ収容所所長
1943年11月28日、ラドムスキーはギリシャ・アテネ近くのハイダリ強制収容所に所長として赴任した。なお、前任者のルディ・トレプテ軍曹(Rudi Trepte)と2名のギリシャ語通訳はゲシュタポによって逮捕されているが、その理由は現在でも明らかになっていない。
ラドムスキー着任後、収容者は日曜日を除いて1日4時間2シフトの体制で労働を割り当てられた。収容者らは100人ごとのグループに分けられ、各グループの責任者は古いローマ軍の役職名から百人隊長と呼ばれた。収容者は日々、穴を掘っては埋めたり、壁を立てては破壊したりを繰り返すことを強いられていた。ラドムスキーは単に収容者の士気を破る為だけに、これらの生産的目的を一切廃した労働を課したのである。
12月7日、収容所における最初の処刑が実行された。レビという名のギリシャ系ユダヤ人が「逮捕時に逃亡を図った」として、ラドムスキーの独断で処刑されたのである。この処刑の目的は他の収容者に対する見せしめと警告の意味合いがあったとされている。戦後の心理学的研究によれば、この処刑が「収容者を絶え間ない恐怖に晒される生活環境に置いていた」という。ラドムスキー着任後の1年間でおよそ1,800名が処刑され、また300名がアテネのゲシュタポ支部によって拷問を受けて死亡した。これらの中には30名の女性、104名の病人、230名の学生が含まれる。
1944年2月、酒に酔って副官を射殺しかけた為に所長職を解任された。さらに親衛隊中尉への降格と6ヶ月の懲役も言い渡されている。正式な解任は1944年4月15日に行われたが、2月27日から後任者カール・フィッシャー（Karl Fischer）中尉が事実上の所長として勤務を始めている。
戦後の消息は長らく不明とされていたが、2005年にハンブルク検察(Staatsanwaltschaft Hamburg)が調査を行った結果、ラドムスキーが1945年3月14日にハンガリーのセーケシュフェヘールヴァール近くで殺害されていたことが判明した。